# Старанцано
Старанцано (итал. Staranzano) — коммуна в Италии, располагается в регионе Фриули-Венеция-Джулия, в провинции Гориция.
Население составляет 7013 человек (2008 г.), плотность населения составляет 390 чел./км². Занимает площадь 18 км². Почтовый индекс — 34079. Телефонный код — 0481.
Покровителями коммуны почитаются святые апостолы Пётр и Павел, празднование 29 июня.

## Демография
Динамика населения:

## Администрация коммуны
- Официальный сайт: https://web.archive.org/web/20060827083828/http://www.comunedistaranzano.it/